# Festuca cordubensis
Festuca cordubensis là một loài thực vật có hoa trong họ Hòa thảo. Loài này được Devesa mô tả khoa học đầu tiên năm 1986.